# 드라큐라 (1979년 영화)
《드라큐라》(영어: Dracula)는 미국에서 제작된 존 배덤 감독의 1979년 고딕 공포 영화이다. 프랭크 랜젤라 등이 출연하였고, 월터 미리시 등이 제작에 참여하였다.
1980년 제7회 새턴상 공포 영화 부문 작품상 수상작이다.

## 출연진
- 프랭크 랜젤라
- 로런스 올리비에
- 도널드 플레전스
- 케이트 넬리건
- 트레버 이브
- 잰 프랜시스
- 저닌 두비츠키
- 토니 헤이가스
- 테디 터너
- 실베스터 매코이
- 크리스틴 하워스
- 조 벨처
- 테드 캐럴

## 기타 제작진
- 협력 제작: 톰 페브즈너
- 배역: 메리 셀웨이
- 미술: 피터 머턴
- 의상: 줄리 해리스